# Plomb natif
Le plomb natif est une espèce minérale naturelle rare, corps simple métallique de formule chimique Pb correspondant principalement à l'élément chimique plomb. Le plomb appartient à la classe minéralogique des éléments natifs, il s'agit d'un métal natif très rare et lourd qui se retrouve en très faible quantité dans des milieux miniers spécifiques, comme certains veines hydrothermales, ou dans des formations alluviales comme les placers ou encore authigéniques, c'est-à-dire sur le fond des océans par précipitation chimique, par action des bactéries...) à l'instar des nodules polymétalliques présents sur les plaines abyssales ou les planchers océaniques. 

## Historique de la description et de l'appellation
Le terme latin plumbum nigrum usité par Pline l'Ancien dans ses écrits qualifie le plomb métal obtenu à partir du traitement de la galène ou des principaux minerais sulfurés de plomb. Le métal raffiné, dédié comme son minerai à Saturne, père des Dieux, au statut déchu mais promis malgré sa vieillesse à un règne durable et incommensurable sur le temps, se nommait plumbum et, comme il était facilement fusible, a servi comme matière principale pour l'élaboration des tuyaux, par la conduction en partie souterraine de l'eau vers et dans les maisons.

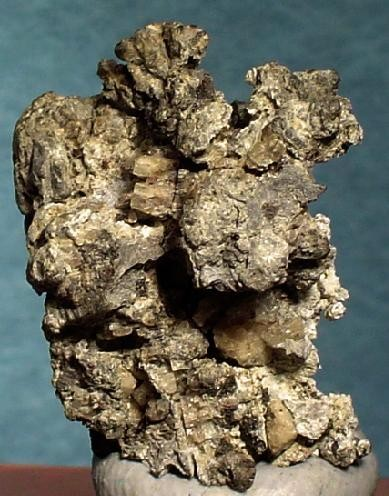
Plomb natif géotype de Långban, avec dissémination de cristaux jusqu'à 7 mm, Filipstad, Värmland, Taille : 2.6 x 2.0 x 1.9 cm.

Il était facile de trouver dans les schlagues ou rejets miniers d'anciennes fonderies (par exemple d'argent, négligeant les sources de Pb) des petites masses de plomb, mais il ne s'agit pas de plomb natif, puisque l'origine anthropique est évidente si l'archéologue-historien est consulté.
Le plomb natif a été découvert vers 1890 en Suède dans le district minier de Långban, qui est considéré comme le géotype. Il s'agit d'un des sites les plus connus des collectionneurs. Néanmoins l'espèce est considérée logiquement connue depuis les temps préhistoriques.

## Cristallographie et cristallochimie
La maille de son système cristallin est cubique à faces centrées.
Ce métal existe en rarissimes cristaux cubiques qui s'agencent en octaèdres et en dodécaèdres, c'est-à-dire en figures solides respectivement à 8 et à 12 faces régulières.  
Ce minéral fait partie du groupe du cuivre, rassemblant des éléments natifs métalliques de même groupe de symétrie. Ce groupe du cuivre ou de l'or se limite souvent pour les anciens minéralogistes au cuivre natif Cu, à l'or natif Au, au plomb natif Pb, à la maldonite Au2Bi (bismuthure d'or) et à l'argent natif Ag. 
Mais il s'agit précisément de l'or, l'argent, le cuivre, le plomb  Pb, l'aluminium selon la classification de Dana ou de l'aluminium, du cuivre, du plomb, de l'or, du nickel et de l'argent dans la classification de Strunz.

## Propriétés physiques et chimiques, toxicologie
Il s'agit d'un métal, très malléable et ductile, assez bon conducteur de la chaleur et de l'électricité. 

### Analyse, distinction
Le plomb natif peut être pratiquement pur, ses impuretés les plus communes sont l'argent Ag, le cuivre Cu, le zinc Zn, le fer Fe, l'étain Sn et l'antimoine Sb. 

### Toxicologie

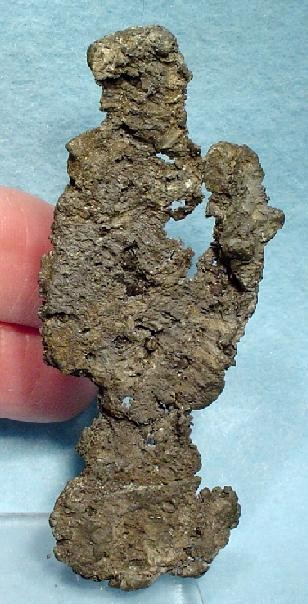
Pb natif à petits cristaux disséminés de Långban, Filipstad dans le comté suédois de Värmland.
Taille : 8.0 x 3.1 x 1.0 cm.

Le plomb, comme le rappelle le toxico-logue et chimiste André Picot, est un puissant toxique, à action aigüe (empoisonnement touchant à terme gravement le cerveau et le circuit neuronal en général du corps) mais aussi à action chronique (accumulation dans les os jusqu'à causer son action dévastatrice dans l'organisme).
Son intoxication se nomme saturnisme.

## Gîtologie, occurrences et gisements
Le plomb natif peut être observé, il est vrai en quantité très faibles, dans les veines hydrothermales, dans certains dépôts de marbre ou avec d'autres roches métamorphiques, comme certains schistes ou gneiss.
Il est logique que le plomb natif accompagne les minerais de plomb, comme la galène, le minium ou la cérusite, dans un grand nombre de mines plombifères comme le mine Jay Gould en Idaho ou la mine du cap Rouge (Red Cap), en Australie.
Dans la mine suédois d'Harstigen, le plomb natif apparaît avec l'hydrocérusite, la caryopilite, la sarkinite et la brandtite. Dans le Parker shaft du district de Franklin, dans l'état du New Jersey, le plomb natif fait partie du cortège de la willemite, de l'andradite ou de l'axinite.
Les gisements secondaires sont représentés les placers des formations alluviales, les formations de précipitation et/ou d'agglomérations authigénes, par exemple au fond de l'océan atlantique.
Il peut remplacer les racines des arbres que l'excès de plomb fait dépérir.

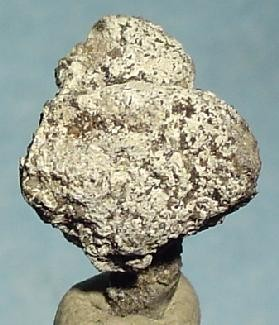
Pb natif en partie oxydé, mais dévoilant des cristaux octaédriques sur une masse compacte, caractéristique du géotype de Långban. Taille : 1.5 x 1.2 x 1.1 cm.

Ce métal natif est présent sur la Lune.
Minéraux associés : calcite, trémolite, hématite, quartz, hydrocérusite, cérusite, galène, minium, caryopilite, sarkinite, brandtite, willemite, andradite, axinite 

### Gisements relativement abondants ou caractéristiques
- Allemagne
- Argentine
- Australie

Mine Beverley, Paralana, au nord des Monts Flinders, Australie du Sud
Broken Hills ou grès de Hawkesbury (boules), Nouvelle-Galles du Sud
Red Cap mine, Chilliago, Queensland
- Autriche
- Belgique

Plombières ou Vieille Montagne de Bleiberg, région de Verviers, Liège
- Brésil
- Canada

Colline Keno, Territoire du Yukon
- Chine
- États-Unis

District minier de Wood River, ou près de Hailey, sur le district Mineral Hill, comté Blaine, Arizona
Secteur minier de Franklin et d'Ogdensburg, comté Sussex, état du New Jersey
Jay Gould mine, Idaho
à proximité de Tubac, comté Santa Cruz (remplacement des racines d'arbres); district Shafter, comté du Presidio, Texas
- Finlande
- France
- Gabon
- Grèce
- Groenland

Zone intrusive d'Ilimaussaq, partie méridionale du pays

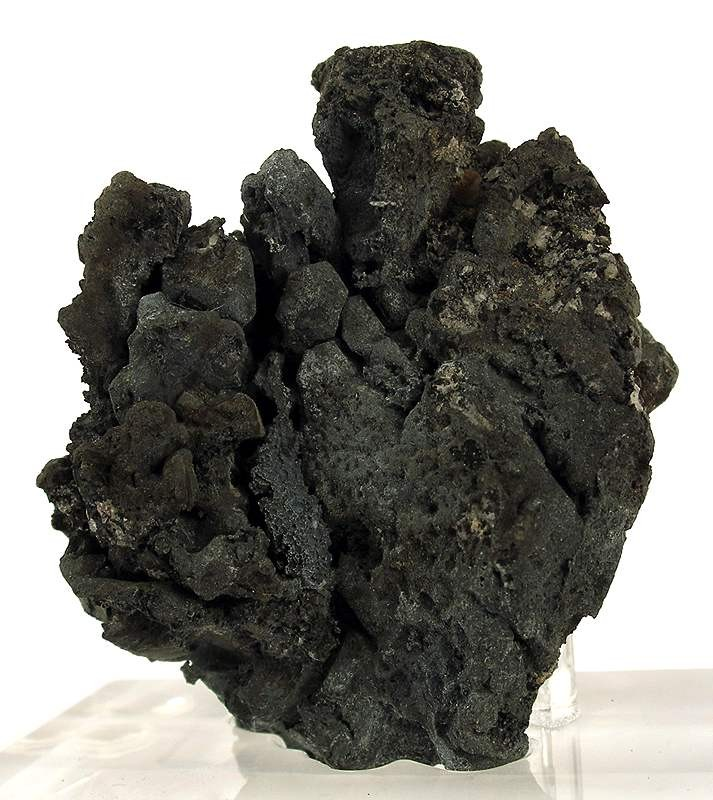
Plomb natif de Långban, Filipstad, Värmland en Suède Taille de ce spécimen bien cristallisé : 6.1 x 4.4 x 3.5 cm.

- Italie
- Kazakhstan
- Kirghizhtan
- Mexique
- Mongolie
- Namibie
- NorvègePlomb natif de Långban, Filipstad, Värmland en Suède Taille de ce spécimen bien cristallisé : 6.1 x 4.4 x 3.5 cm.
- Pologne

Zone cuprifère de Zechstein, près de Legnica en Basse silésie
- Portugal

île de Madère
- Royaume-Uni
- Russie
- Slovénie
- Suède

mine Jakobsberg, champ aurifère du Nordmark, Långban (en fins cristaux ou en masse), Värmland
mines Harstigen, près de Persberg, commune de Filipstad, Värmland
mines Garpenberg Norra, Hedemorra (fines feuilles), Värmland
- Tchéquie
- Turkménistan
- Venezuela

El Dorado, région de Gran Sabana
- Zimbabwe

## Usages
Le plomb natif, trop rare, n'a aucun intérêt à part celui de minéral recherché de collection, même si les spécimens collectés sur le terrain ont bien peu d'attrait esthétique. 
Le plomb obtenu par traitement de ses minerais beaucoup plus abondant est communément utilisé dans les batteries aux plomb acides de nos automobiles, comme revêtement protecteur dans les câbles électriques, ou comme barrière efficace de puissantes radiations ou autres rayons-X dans de nombreux équipements. Il s'agit d'un métal dont les alliages ont généralement un bas point de fusion, ils peuvent servir comme fusibles.
Ses composés sont des pigments protecteurs de surface dans les peintures, dans l'industrie verrière, notamment les cristalleries. La meilleure connaissance en toxicologie du plomb a impliqué le retrait de ses applications en tuyauterie ou plomberie, dans le champ de la peinture et de divers verres.

### Histoire de son usage
Le plomb est un métal facile à mettre en œuvre. Il est, sous forme pure ou en alliage,  à l'origine de nombreuses inventions, le fil à plomb, les caractères d'imprimerie, les batteries au Pb stables et de longue durée...